# غزنة كش
غزنة كش هي قرية في مقاطعة أرومية، إيران. يقدر عدد سكانها بـ 329 نسمة بحسب إحصاء 2016.